# Parafia św. Jakuba Apostoła w Drozdowie
Parafia pw. Świętego Jakuba Apostoła w Drozdowie – parafia rzymskokatolicka należąca do dekanatu Piątnica, diecezji łomżyńskiej, metropolii białostockiej. Erygowana została w 1435 roku. Jest prowadzona przez księży diecezjalnych.

## Zasięg parafii
Do parafii należą wierni z następujących miejscowości: Drozdowo, Nowe Krzewo, Krzewo, Niewodowo, Rakowo-Boginie, Rakowo-Czachy, Truszki, Wiktorzyn, Wyrzyki i  Żelechy